# Kryvyï Rih
Kryvyï Rih (ukrainien : Кривий Ріг, /krɪˌwɪj ˈr⁽ʲ⁾iɦ/), littéralement « la corne tordue », est une ville industrielle, dans le centre de l'Ukraine, de l'oblast de Dnipropetrovsk. Sa population s'élevait à 568 172 habitants en 2024, ce qui en fait la septième ville du pays.

## Géographie
Kryvyï Rih est située au point de confluence des rivières Inhoulets et Saksahan, à 131 km à l'ouest de Zaporijjia, à 138 km au sud-ouest de Dnipro et à 352 km au sud-est de la capitale Kiev.

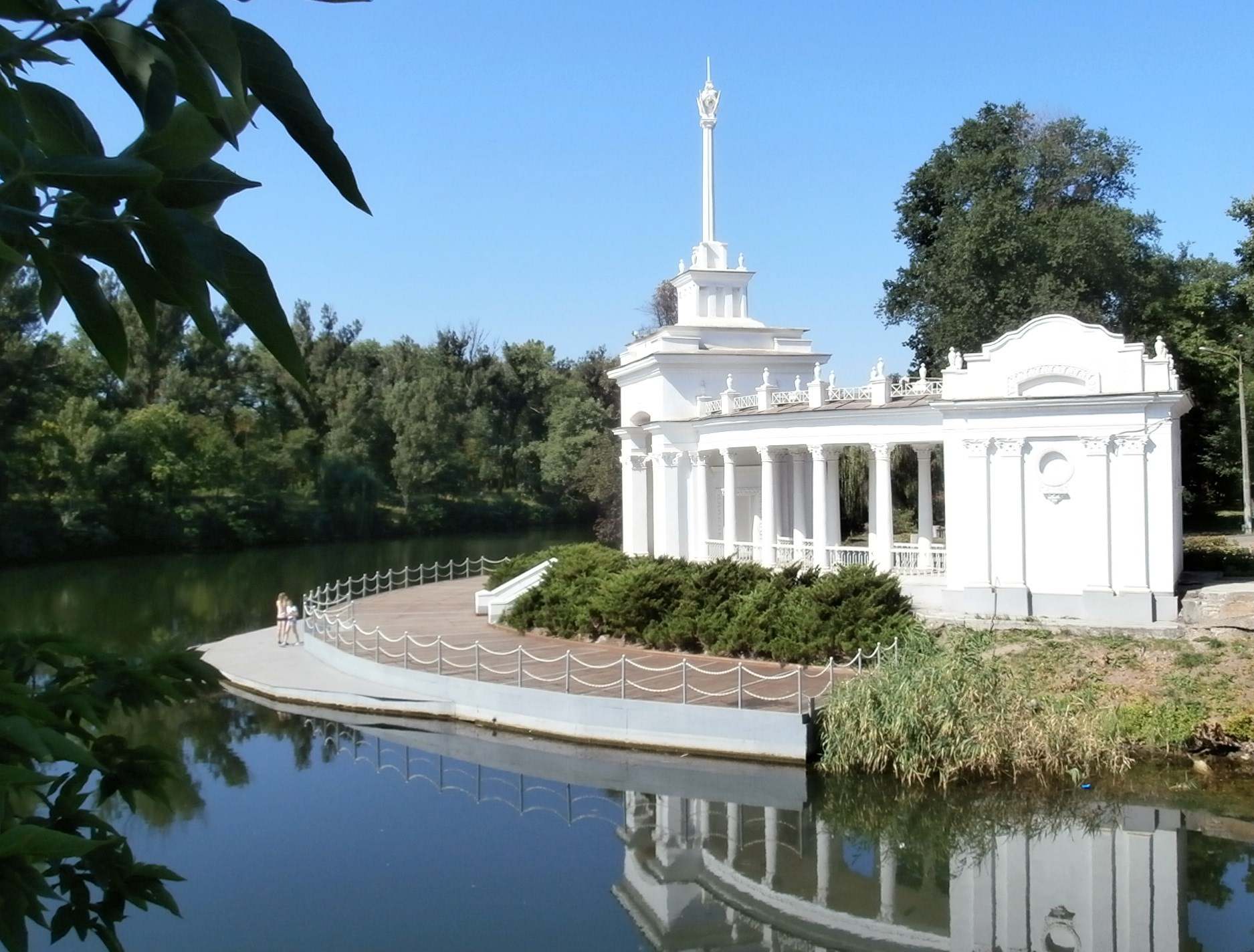
Quai sur la rivière Saksahan, parc Merchavtsev classé.

La ville est un centre industriel et sidérurgique, dans une région minière. La ville s'étend sur une cinquantaine de kilomètres, le long des dépôts de minerais de fer, ce qui en fait la ville la plus longue d'Europe. À l'est du centre-ville se trouve un petit lac avec des roches glaciaires. Ainsi, cette région ne fut jamais cultivée et contient quelques steppes sauvages. Les environs de la ville sont cependant pollués, un problème qui s'aggrave en raison des mines abandonnées et des décharges de minerais.
La ville possède de larges avenues, des lignes de tram. Kryvyï Rih est assez verte, des arbres étant plantés dans les rues et les cours intérieures des immeubles.

## Histoire

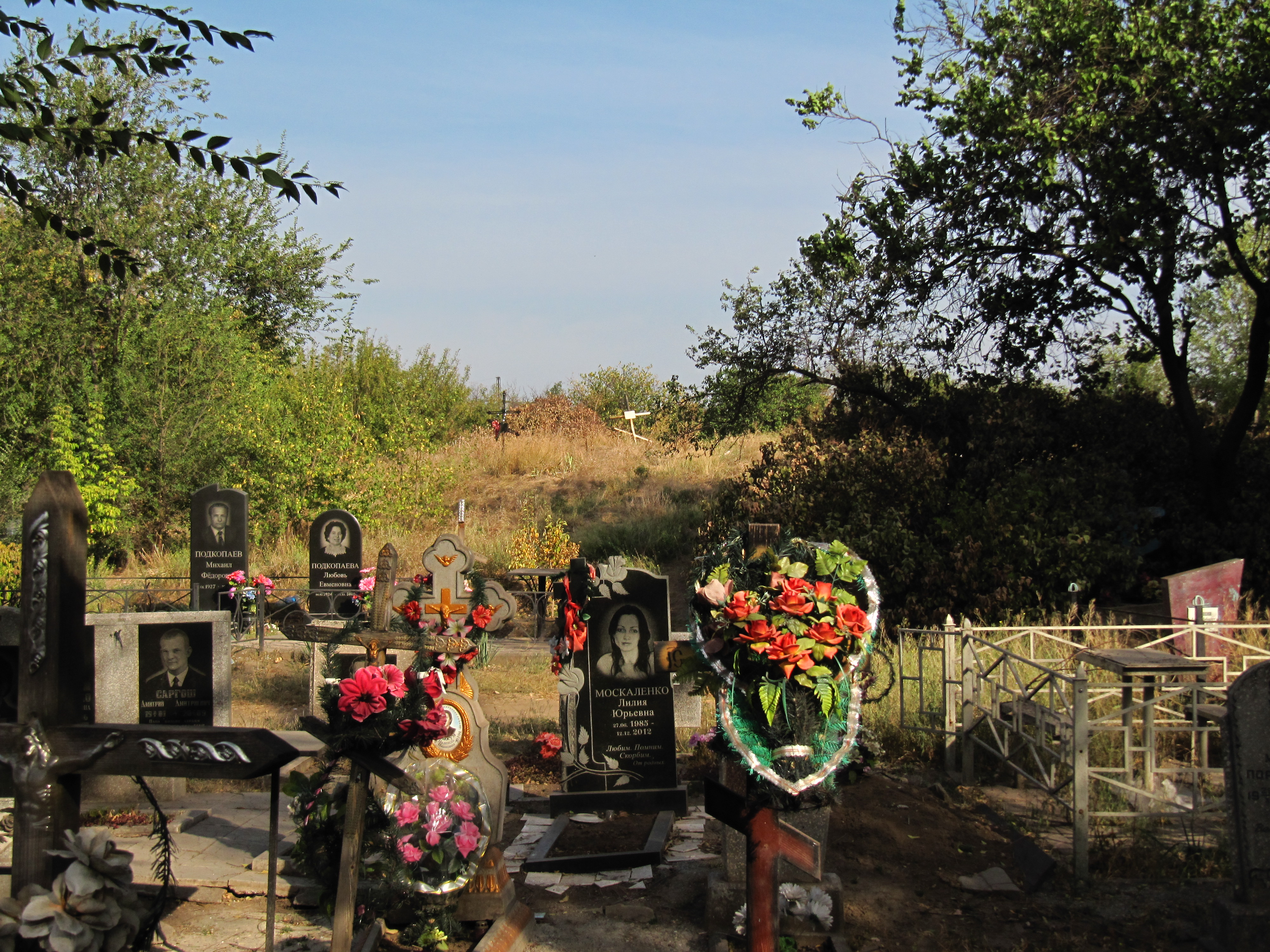
Kourgane classé, encore lieu de sépultures.

La ville fut fondée au XVIIe siècle par les Cosaques de Zaporijjia sur des terres historiquement habitées par des Scythes.
L'histoire industrielle de la ville commence en 1880, quand les premiers investisseurs européens fondèrent un réseau de mines. Alexandre Pohl, un russe d'Ekaterinoslav sur le Dniepr, propose à Paulin Talabot de mettre en valeur le gisement de Kryvyï Rih et, le 6 janvier 1881, la Société anonyme des minerais de fer de Krivoï-Rog , au capital de 5 millions de francs, est constituée avec la participation financière de la Société Mokta El Hadid. Alphonse Parran, est chargé, comme administrateur, d'en assurer la direction et d'organiser l'extraction à ciel ouvert. Talabot et Parran réussissent à convaincre le gouvernement tsariste de l'intérêt de la liaison Donetsk-Kryvyï Rih, premier "combinat" avant l'heure et sont ainsi à l'origine de la création de l'industrie sidérurgique russe, qui prend naissance à l'abri de droits protecteurs élevés. La société établit elle-même un haut-fourneau à Krivoï-Rog et crée une houillère dans le Donets. Dès l'exercice 1884-1885, on extrait 28 000 tonnes, dont 11 500 vendues aux usines du Donets. En 1900, la société produit près de 500 000 tonnes de minerai de fer à 60 %, 145 000 tonnes de houille et 50 000 tonnes de fonte. En 1900 survient la crise industrielle. D'un exercice à l'autre la production du minerai de fer de la Société de Krivoï-Rog tombe de moitié.
L'activité sidérurgique fut particulièrement développée à l'époque soviétique et demeure l'une des plus importantes concentrations sidérurgiques du monde.

Pendant la guerre civile russe, la ville et son hinterland étaient le cœur de l'insurrection anarchiste menée par Nestor Makhno. Pendant la Seconde Guerre mondiale, Kryvyï Rih fut occupée par l'Allemagne nazie du 15 août 1941 au 22 février 1944. Les juifs de la ville subissent plusieurs pogrom à la fin du XIXe et au début du XXe siècle. En 1939, la communauté juive comptait 12 745 personnes, soit environ 6 % de la population totale. À la fin d'août 1941, les Allemands assassinent plusieurs juifs. En octobre 1941, 7 000 sont massacrés lors d'exécutions de masse perpétrées par les Einsatzgruppen. Kryvyï Rih est libérée par le troisième front ukrainien de l'Armée rouge le 24 février 1944.
Lors de l'invasion russe de l'Ukraine, la ville est sévèrement bombardée en juin 2023 par l'armée russe.

## Population
Recensements ou estimations de la population :
| 1923*  | 1926*  | 1939*   | 1943    | 1959*   | 1970*   |
| ------ | ------ | ------- | ------- | ------- | ------- |
| 19 031 | 31 194 | 188 955 | 125 000 | 387 579 | 573 174 |

| 1979*   | 1989*   | 2001*   | 2013    | 2014    | 2015    |
| ------- | ------- | ------- | ------- | ------- | ------- |
| 650 113 | 713 059 | 668 980 | 656 478 | 652 137 | 647 727 |

| 2016    | 2017    | 2018    | 2019    | 2020    | 2021    |
| ------- | ------- | ------- | ------- | ------- | ------- |
| 642 333 | 636 294 | 629 695 | 624 579 | 619 278 | 612 750 |

## Économie

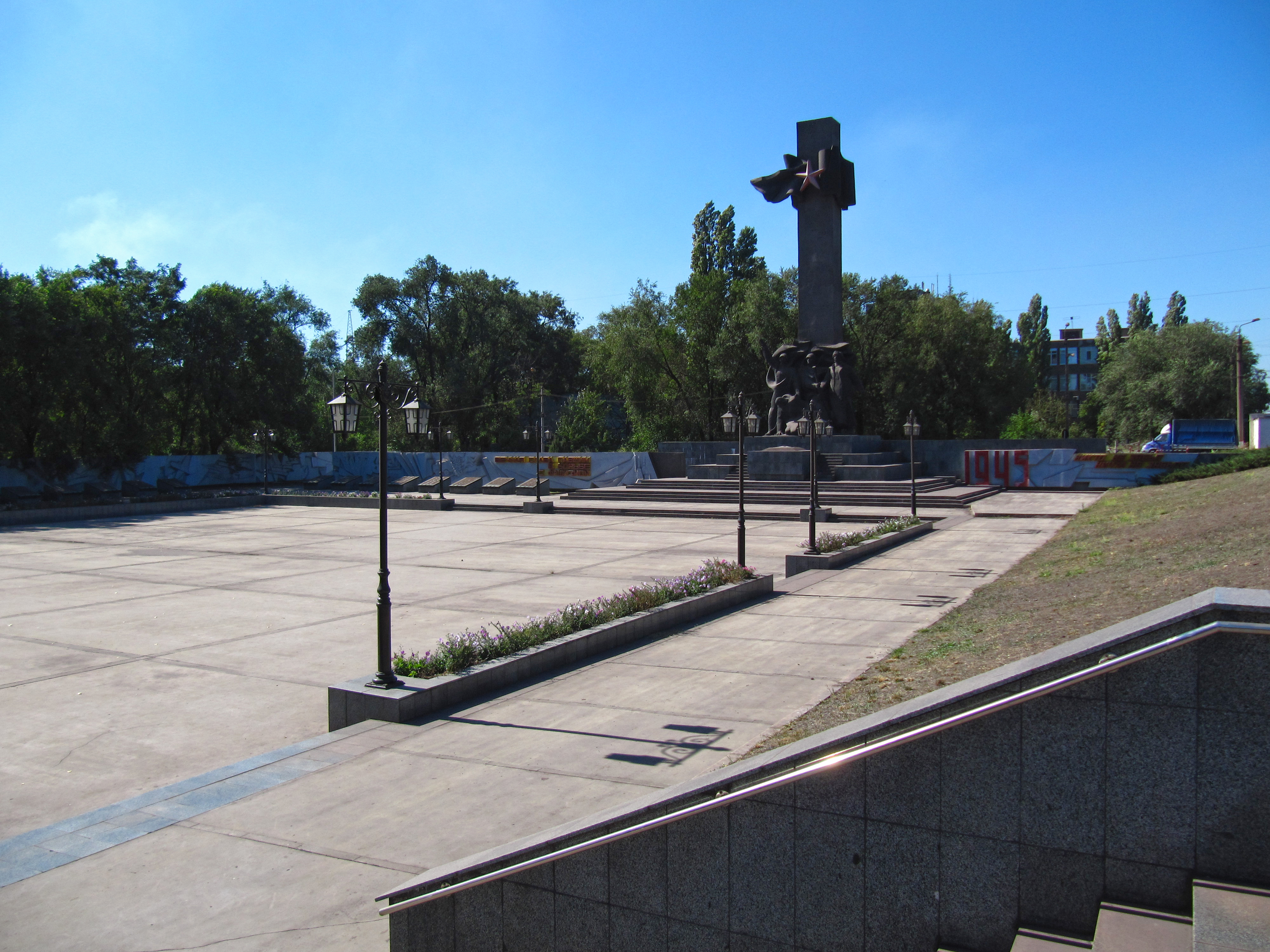
Monument aux travailleurs de Kryvorijstal, classé.

La ville est indissociable de son complexe sidérurgique de Kryvorijstal. L'aciérie de Kryvyï Rih a été fondée en 1931 sur le riche gisement du bassin ukrainien de Kryvbas (en). En 1934, l'usine commença à produire de la fonte avec son premier haut fourneau. En 1939, trois hauts-fourneaux, une cokerie et une aciérie Bessemer étaient opérationnelles. Durant la Seconde Guerre mondiale, les usines furent sabotées par les Soviétiques et les restes rasés par les Allemands.
En 1949, le haut fourneau no 1 de l'actuel complexe fut allumé. Dans les années 1960, quatre laminoirs, des convertisseurs de type Martin (dont un géant d'une capacité de 700 tonnes qui, en 2013, subsiste avec son voisin de 550 tonnes) furent construits. En 1961, l'usine mit à feu le plus gros haut-fourneau du monde, avec un creuset de diamètre 9,3 m, et un volume interne de 2 286 m3. Le haut-fourneau no 7 fut édifié en 1962, suivi des nos 8 et 9 (ce dernier permettant à l'entreprise d'établir un nouveau record mondial, avec un volume interne de 5 000 m3) en, respectivement, 1970 et 1974.
En 1996, le combinat minier et métallurgique de Kryvyï Rih (Kryvorijstal) réunit les activités minières et sidérurgiques du bassin de Kryvbas. En 2004, l'usine est privatisée et confiée à un syndicat ukrainien. L'expérience échoue et, un an après, une seconde privatisation attribue l'usine à Mittal Steel.
Depuis 2007, Kryvorijstal fait partie du géant de la sidérurgie ArcelorMittal issu de la fusion de Mittal Steel avec Arcelor. Celui-ci mène une stratégie de modernisation indispensable au site en construisant, notamment, en 2011, la première coulée continue et un four électrique de réchauffage des poches. En novembre 2012, l'usine emploie 35 000 personnes et produit essentiellement des produits longs : billettes, barres et fil.
Se trouve également de l'industrie agro-alimentaire avec un site du géant international d'origine française Lesaffre qui y possède une usine de levure.
La ville est desservie par l'Aéroport de Kryvyï Rih pour des vols intérieurs ou internationaux et une gare centrale, la gare de Moudrona et une gare occidentale pour les voies de chemin de fer ; elle a aussi une base aérienne militaire.

### Climat
| Mois                              | jan. | fév. | mars | avril | mai  | juin | jui. | août | sep. | oct. | nov. | déc. | année |
| --------------------------------- | ---- | ---- | ---- | ----- | ---- | ---- | ---- | ---- | ---- | ---- | ---- | ---- | ----- |
| Température minimale moyenne (°C) | −6,6 | −6,3 | −1,9 | 4,5   | 10   | 13,9 | 15,9 | 15,2 | 10,1 | 4,5  | −0,3 | −4,3 | 4,6   |
| Température moyenne (°C)          | −3,8 | −3,1 | 2,3  | 9,9   | 16,1 | 19,7 | 22   | 21,4 | 16   | 9,2  | 2,8  | −1,8 | 9,2   |
| Température maximale moyenne (°C) | −0,9 | 0    | 6,4  | 15,3  | 22,1 | 25,5 | 28   | 27,5 | 21,8 | 13,9 | 5,9  | 0,8  | 13,9  |

## Lieux culturels
Le musée de l'équipement minier le collège de Kryvyi Rih et son musée Krauss, partie de l'Université nationale de l'aviation.

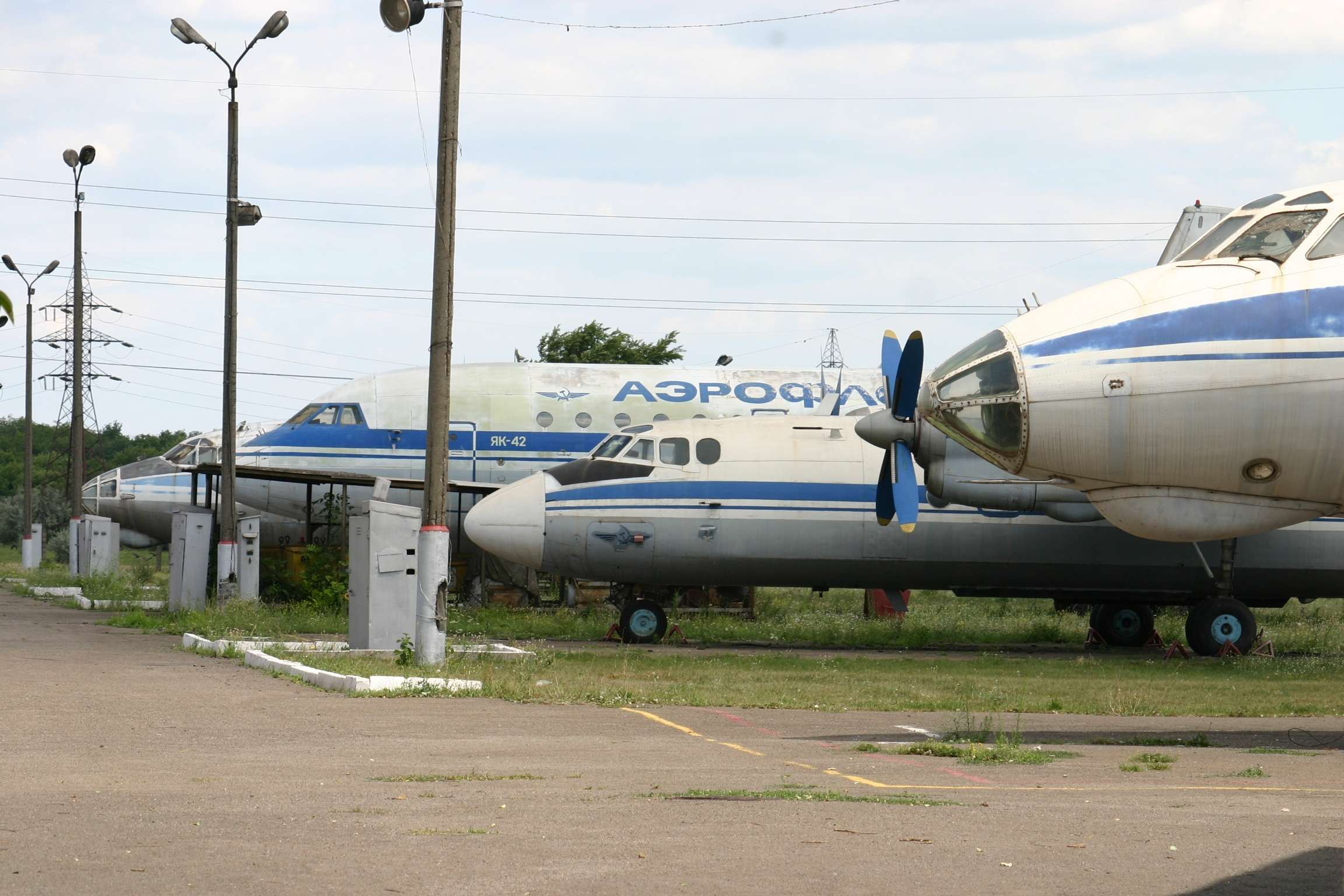
Musée KRAUSS de l'aviation.
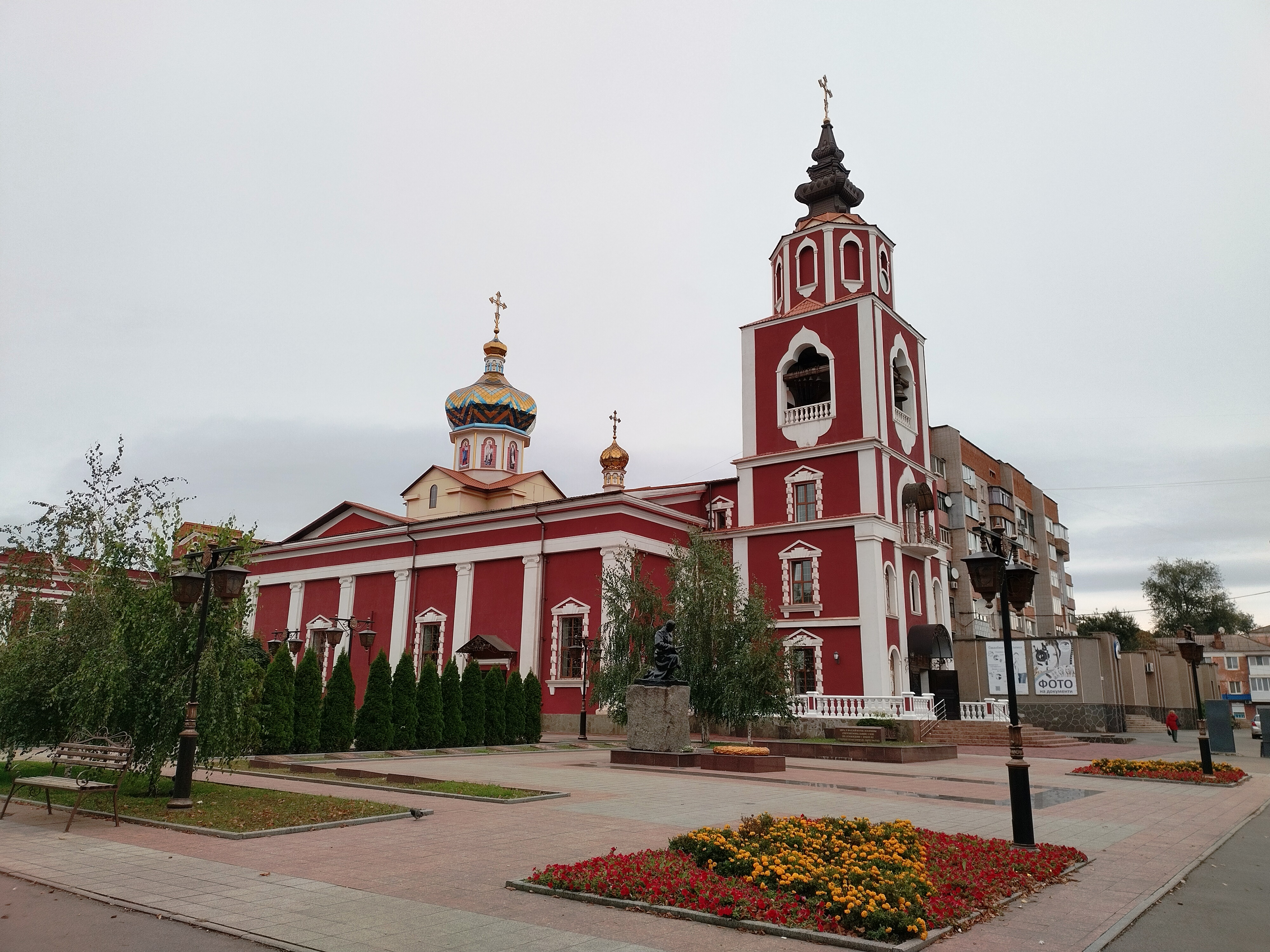
L'église st-Nicolas et du mémorial, classée[17].
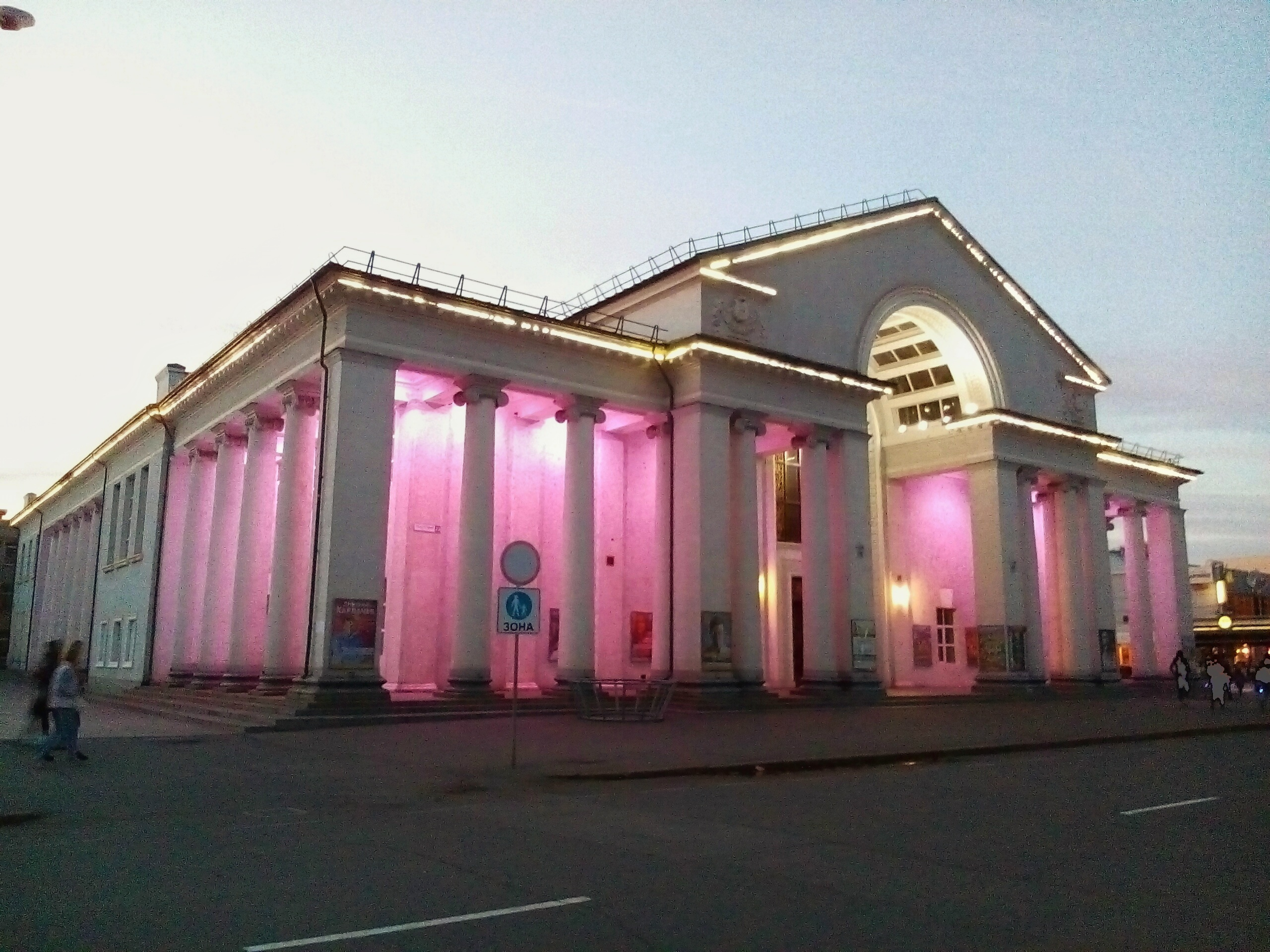
Le théâtre Chevtchenko, classé[18].
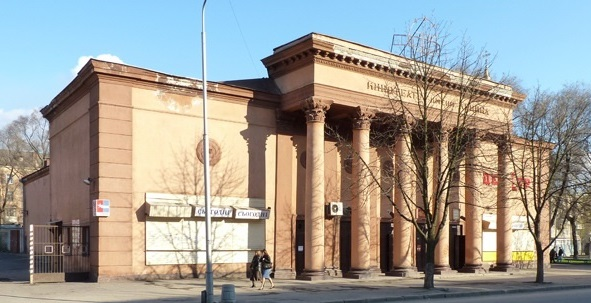
Le cinéma Lénine, classé[19].
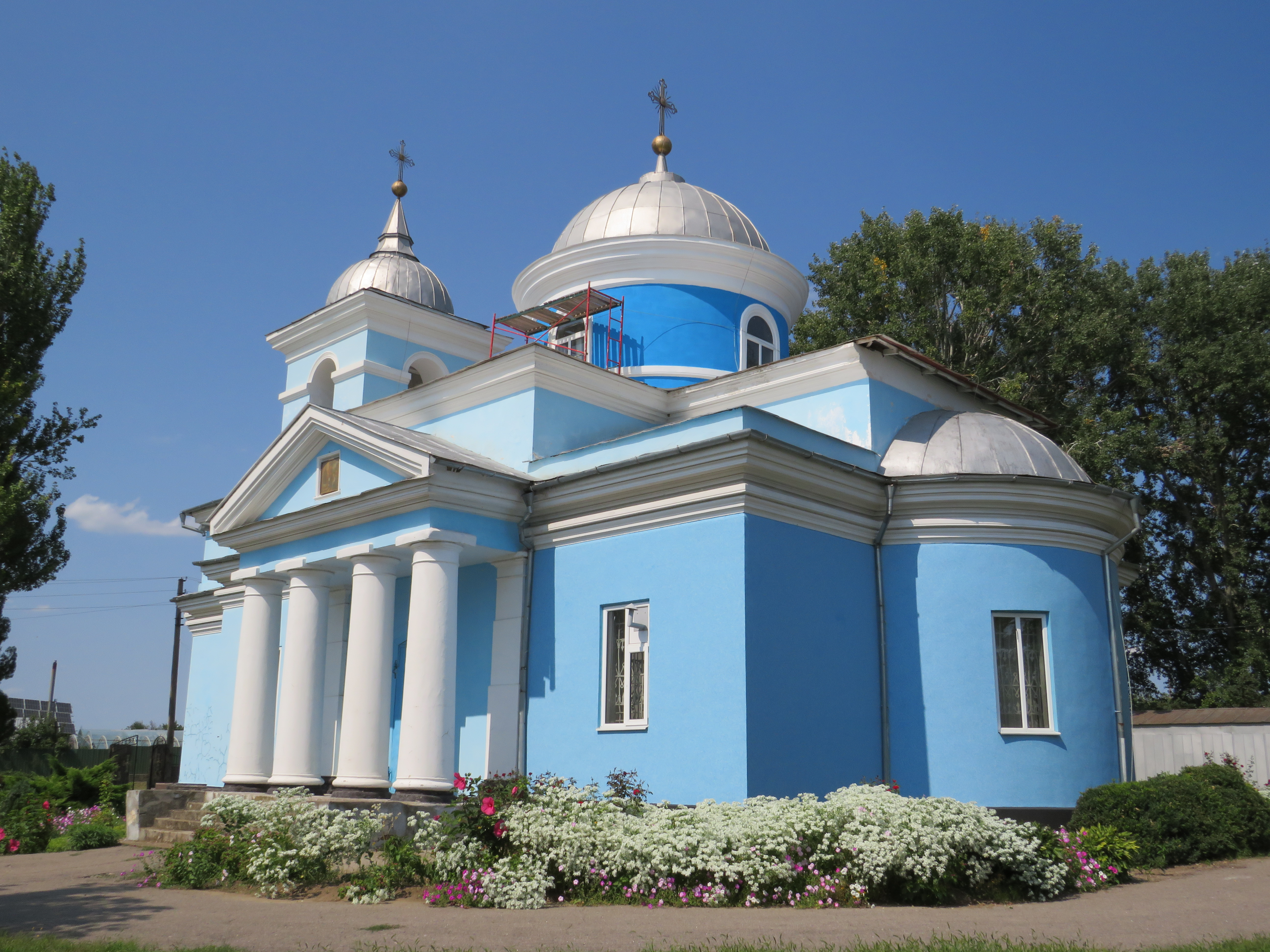
L'Église de la Nativité de la Sainte-Vierge de Nikopol, classé[20].
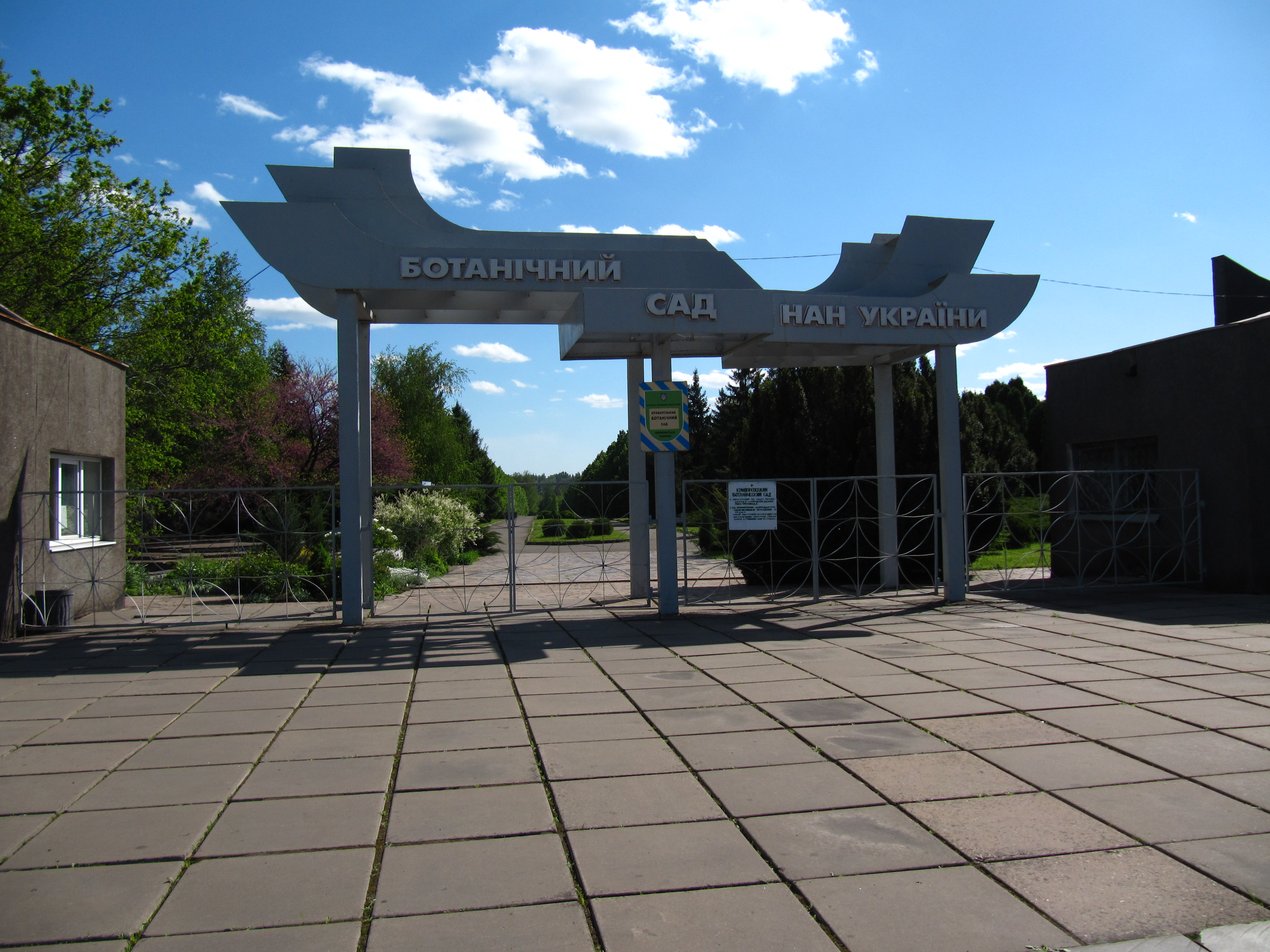
Le jardin botanique de Kryvyï Rih, classé[21].
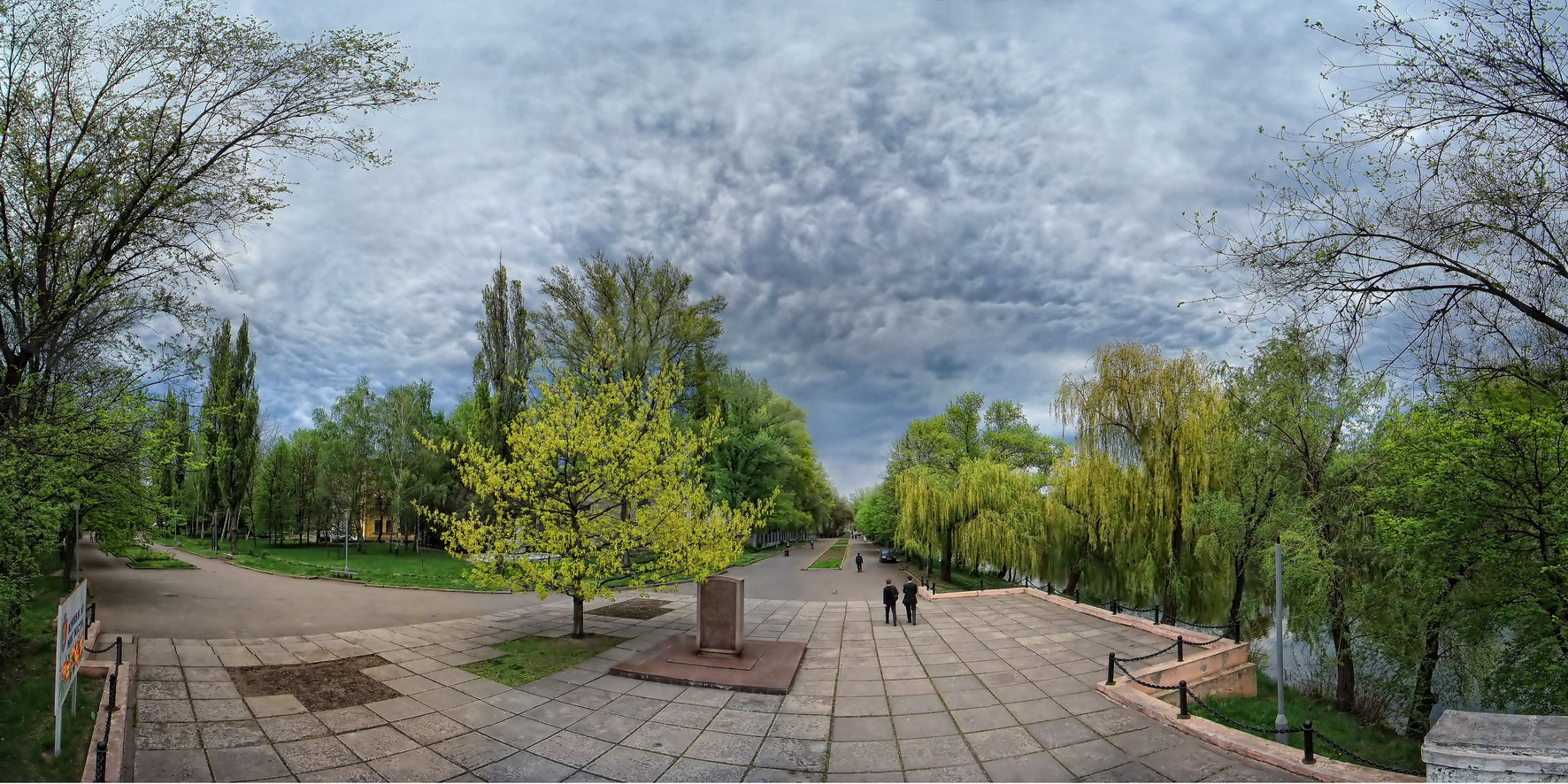
Mémorial, classé[22] aux 200 années de fondation de la ville dans le parc Pravda.

## Personnalités
Kryvyï Rih est la ville d'origine du président ukrainien, Volodymyr Zelensky, et de son épouse Olena.

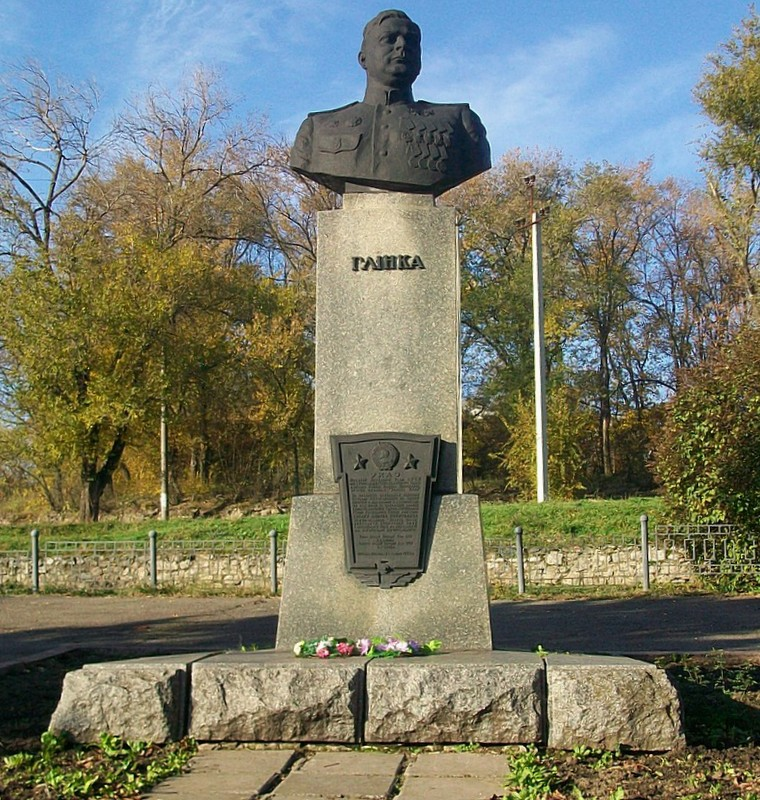
Buste de Dimitry Glinka, classé[23],
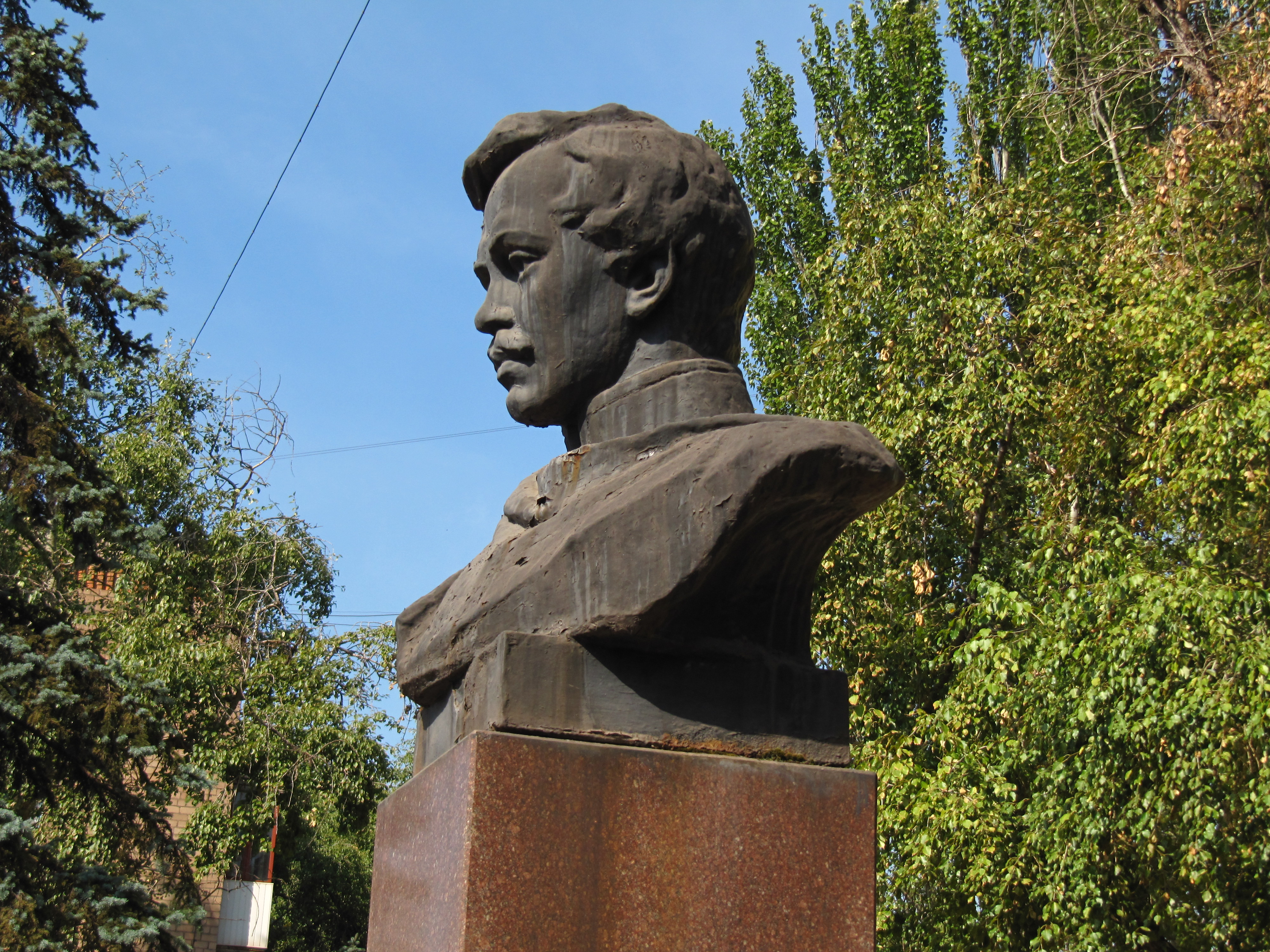
buste de Mikhaïl Lermontov, classé
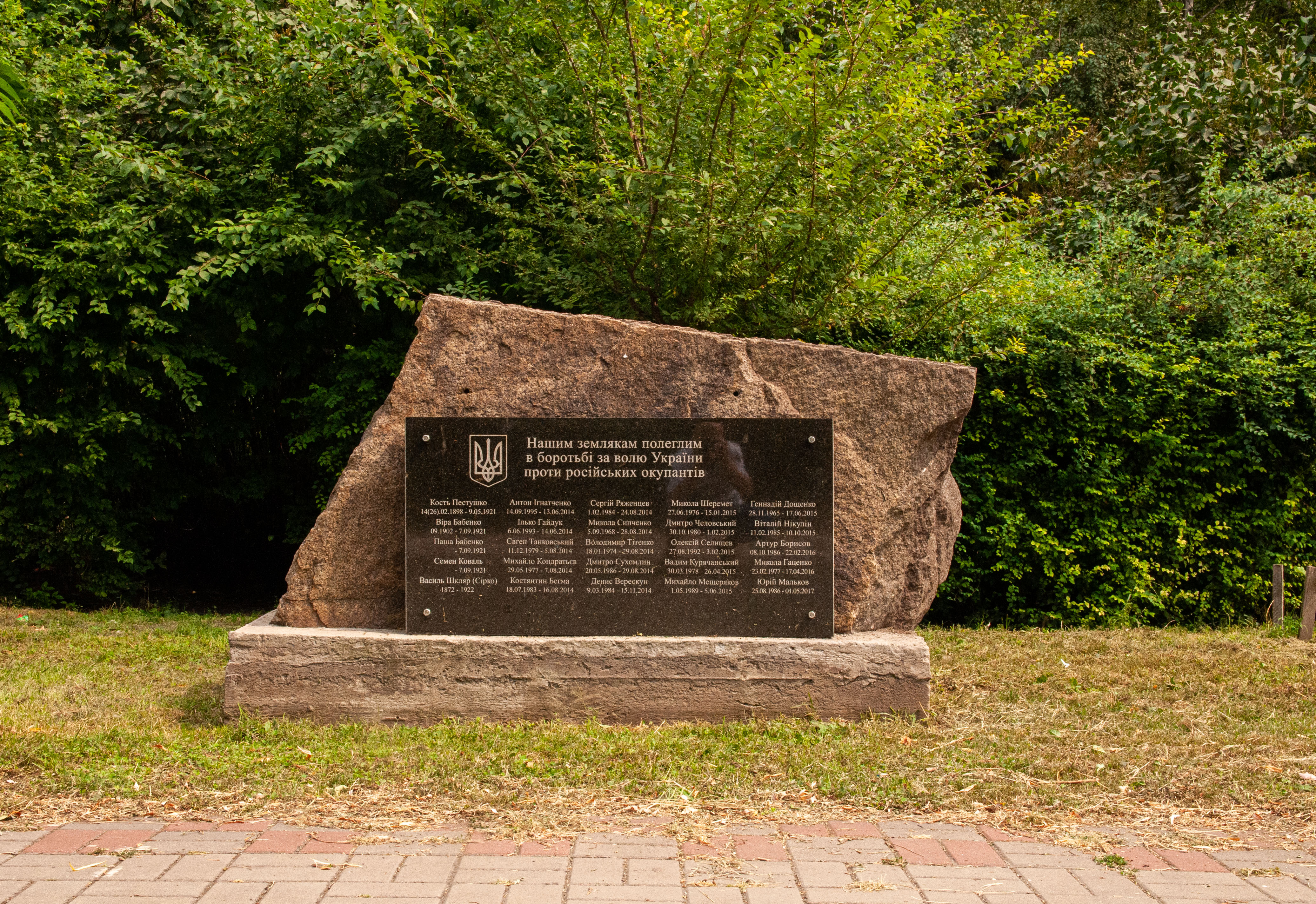
Plaque mémorielle à Constantin Pestouchko et à la libération de la ville en 1920.

## Anecdote
Dans la chanson de Serge Reggiani, Les loups sont entrés dans Paris, le premier loup à entrer dans Paris vient de Kryvyï Rih.

## Sport
Kryvyï Rih est célèbre auprès des supporteurs de l'équipe de football française des Girondins de Bordeaux pour un épisode insolite lors de leur parcours en Coupe d'Europe 1985. Les Girondins étaient opposés à cette occasion à l'équipe (alors soviétique) de Dnipropetrovsk, mais durent disputer leur match retour en URSS à Kryvyï Rih, car Dnipropetrovsk était une ville fermée, interdite aux étrangers. Les Bordelais furent logés de force à Kryvyï Rih dans des conditions de séjour et d'entraînement déplorables, à tel point que le président Claude Bez menaça de ne pas faire jouer. L'incident fut finalement évité quelques heures avant le coup d'envoi et le match eut lieu sur une pelouse gorgée d'eau, grillée par le gel, indigne d'une rencontre de Coupe d'Europe. Au terme d'une éprouvante rencontre, les Girondins se qualifièrent aux tirs au but pour une demi-finale restée célèbre face à la Juventus.

## Jumelages
| Ville | Ville        | Pays | Pays        | Période                   |
| ----- | ------------ | ---- | ----------- | ------------------------- |
|       | Duisbourg,   |      | Allemagne   | depuis 2023               |
|       | Espoo,       |      | Finlande    | depuis 2023               |
|       | Handan       |      | Chine       | depuis 2001               |
|       | Jodzina,     |      | Biélorussie | 2018-2022                 |
|       | Košice,      |      | Slovaquie   | depuis 2017               |
|       | Lublin,      |      | Pologne     | depuis le 22 février 2023 |
|       | Lyngdal,     |      | Norvège     | depuis le 20 juin 2023    |
|       | Miskolc      |      | Hongrie     | depuis 2016               |
|       | Nijni Taguil |      | Russie      | jusqu'en 2017             |
|       | Roustavi     |      | Géorgie     | depuis 2019               |